# Veratrum mengtzeanum
Veratrum mengtzeanum är en nysrotsväxtart som beskrevs av Otto Loesener. Veratrum mengtzeanum ingår i släktet nysrötter, och familjen nysrotsväxter. Inga underarter finns listade.